# ماريا كولومبو
ماريا كولومبو (بالإسبانية: María Colombo) هي لاعب هوكي الحقل أرجنتينية، ولدت في 14 فبراير 1962.

## وصلات خارجية
- ماريا كولومبو على موقع أوليمبيديا (الإنجليزية)